# Colli Tortonesi (DOC)
Colli Tortonesi est une Appellation d'Origine Protégée viticole italienne dont l'aire géographique est définie à l'intérieur de la province d'Alexandrie (région du Piémont). Elle a acquis le statut de DOC le 9 octobre 1973. 
Elle autorise la production de vins tranquilles rouges, blancs et rosés, ainsi que des vins effervescents rouges, blancs et rosés. 
En permettant la mention du cépage (Barbera, Dolcetto, Freisa, Croatina, Favorita, Cortese, Timorasso, Moscato), du type (Rosso, Bianco, Chiaretto, Novello, Frizzante, Spumante) et  de la classe (Riserva, Superiore), l'appellation se décline sous 33 dénominations (11 vins rouges, 10 vins blancs, 2 clairets). 
L'appellation définie également deux sous-zones communales, Monleale (au bord du Curone, affluent du Pô) et  Terre di Libarna (au bord de la Scrivia, autre affluent du Pô plus à l'Ouest). 

## Aire géographique de l'appellation
Pour bénéficier de l'appellation, les vins doivent être produits à partir de raisins issus exclusivement de vignes situées dans les 30 communes suivantes : Avolasca, Berzano di Tortona, Brignano-Frascata, Carbonara Scrivia, Carezzano, Casalnoceto, Casasco, Cassano Spinola, Castellania, Castellar Guidobono, Cerreto Grue, Costa Vescovato, Gavazzana, Momperone, Monleale, Montegioco, Montemarzino, Paderna, Pozzol Groppo, Sant'Agata Fossili, Sardigliano, Sarezzano, Spineto Scrivia, Stazzano, Tortona, Viguzzolo, Villaromagnano, Villalvernia, Volpedo et Volpeglino. 
La zone de production à l’ouest de la rivière Scrivia se situe entre le Monferrato et l’Oltrepò pavese dans la région de Tortona. Sur les 1 035 hectares autorisés, 705 hectares sont actuellement en production.

## Cépages
Les cépages rouges autorisés pour les dénominations "Colli Tortonesi Rosso", "Colli Tortonesi Rosso Frizzante" et  "Colli Tortonesi Novello" sont l'Aleatico, la Barbera (510 hectares), la Bonarda piemontese, le Dolcetto (34 hectares), la Freisa, le Grignolino, le Pinot noir, le Cabernet franc, le Cabernet Sauvignon, la Croatina, la Lambrusca di Alessandria, le Merlot, le Nebbiolo et le Sangiovese.
Les cépages blancs autorisés pour les dénominations "Colli Tortonesi Bianco" et "Colli Tortonesi Bianco Frizzante" sont le Cortese (140 hectares), la Favorita, le Muller-Thurgau, le Pinot blanc, le Pinot gris, le Riesling italico, le Riesling rhénan, la Barbera bianca, le Chardonnay, le Sauvignon Blanc , le Sylvaner verde et le Timorasso.

## Dénominations, mentions
L'usage des différentes mentions conduit aux dénominations suivantes :
- Colli Tortonesi Rosso
- Colli Tortonesi Rosso Frizzante
- Colli Tortonesi Novello
- Colli Tortonesi Barbera
- Colli Tortonesi Barbera Riserva
- Colli Tortonesi Barbera Superiore
- Colli Tortonesi Dolcetto
- Colli Tortonesi Dolcetto Novello
- Colli Tortonesi Croatina
- Colli Tortonesi Croatina Riserva
- Colli Tortonesi Freisa
- Colli Tortonesi Bianco
- Colli Tortonesi Bianco Frizzante
- Colli Tortonesi Chiaretto
- Colli Tortonesi Cortese
- Colli Tortonesi Cortese Riserva
- Colli Tortonesi Cortese Frizzante
- Colli Tortonesi Cortese Spumante
- Colli Tortonesi Favorita
- Colli Tortonesi Moscato
- Colli Tortonesi Timorasso
- Colli Tortonesi Timorasso Riserva
- Colli Tortonesi Chiaretto
- Colli Tortonesi Chiaretto Frizzante
- Colli Tortonesi Terre di Libarna
- Colli Tortonesi sottozona Monleale